# Giani Zail Singh
Giani Zail Singh (5. maj 1916 – 25. december 1994) var en indisk politiker, der var Indiens præsident fra 1982 til 1987. Han var medlem af Det Indiske Kongresparti.
Singh var premierminister i delstaten Punjab fra 1972 til 1977 og Indiens indenrigsminister fra 1980 til 1982. I juli 1982 blev han indsat som Indiens 7. præsident efter Neelam Sanjiva Reddy. Hans præsidentperiode var præget af Operation Blue Star, mordet på Indira Gandhi og anti-sikh-optøjerne i 1984. Hans præsidentperiode ophørte den 25. juli 1987, hvor han blev efterfulgt af Ramaswamy Venkataraman.